# Landskron (pivovarská manufaktura)
Landskron (německy Landskron Brau-Manufaktur Görlitz Dr. Lohbeck GmbH & Co. KG) je pivovar ve Zhořelci (Görlitz), který byl založen v roce 1869 a zaměstnává 70 lidí. Je jednou z nejstarších průmyslových památek v Německu, ve kterých stále probíhá výroba. Pivo zraje ve 12 metrů hlubokých sklepích po 40 dní, tedy déle než obvykle. Tyto kvasné prostory z roku 1869 jsou památkově chráněny. Görlitz je nejvýchodněji položené město v Německu, proto se pivovar Landskron dlouho propagoval sloganem „nejvýchodnější pivovar v Německu“. Protože však jen o několik metrů dále na východ u řeky Nisy vznikl nový domácí pivovar, tak od roku 2006 tento titul ztratil. Landskron je oficiálním sponzorem fotbalového klubu FSV Budissa Bautzen. Hlavním produktem pivovaru je Landskron Premium Pilsner, což je spodně kvašený ležák plzeňského typu, jenž je oblíbeným pivem v saské části historického regionu Horní Lužice.

## Poloha
Pivovar se nachází na vinici, na svahu západního údolí Lužické Nisy. Skalnaté svahy obrácené k Nise byly původně téměř holé, ale v průběhu let byly znovu zalesněny. Vznikl tak pestrý listnatý les. Název pivovaru je odvozen od dominanty města Görlitz, jímž je hora Zemská koruna (Landeskrone), na níž se v 7. a 8. století usadil západoslovanský kmen Bjezunčanů. Jedná se o nejvyšší bod města (42 m n. m.)

## Historie
V roce 1869 produkovala nově založená společnost Görlitzer Aktien Brauerei 27 000 hektolitrů. V roce 1882 byl patentován název „Landskron Bier“. O tři roky později, v roce 1885, získalo pivo zlatou medaili na výstavě obchodu a průmyslu. V roce 1908 bylo poprvé vyrobeno 100 000 hektolitrů. Walther Scheller vedl podnik v letech 1928–1946 a z tohoto období pochází stylizované L na etiketě. V roce 1959 stát získal podíl ve společnosti Landskron Brauerei Scheller & Co. KG.
V roce 1972 byl pivovar zcela znárodněn a nadále byl veden jako státní podnik. V roce 1988 dosáhl pivovar s 541 000 hektolitry nejvyššího výstavu od svého založení. Od roku 1991 se opět vařilo pivo podle německého zákona o čistotě piva. V roce 1992 podnik opět převzala rodina Schellerů.
Od počátku roku 2003 patřil podnik do skupiny Holsten. V červenci 2006 byl prodán rodinné nadaci Rolfa Lohbecka. Jednatelem společnosti byl od roku 2015 až do své smrti v lednu 2017 Manfred ten Bosch. Současnými jednateli jsou Uwe Köhler a Heidrun Lohbeck. Roční produkce činí 162 000 hektolitrů.

## Sortiment

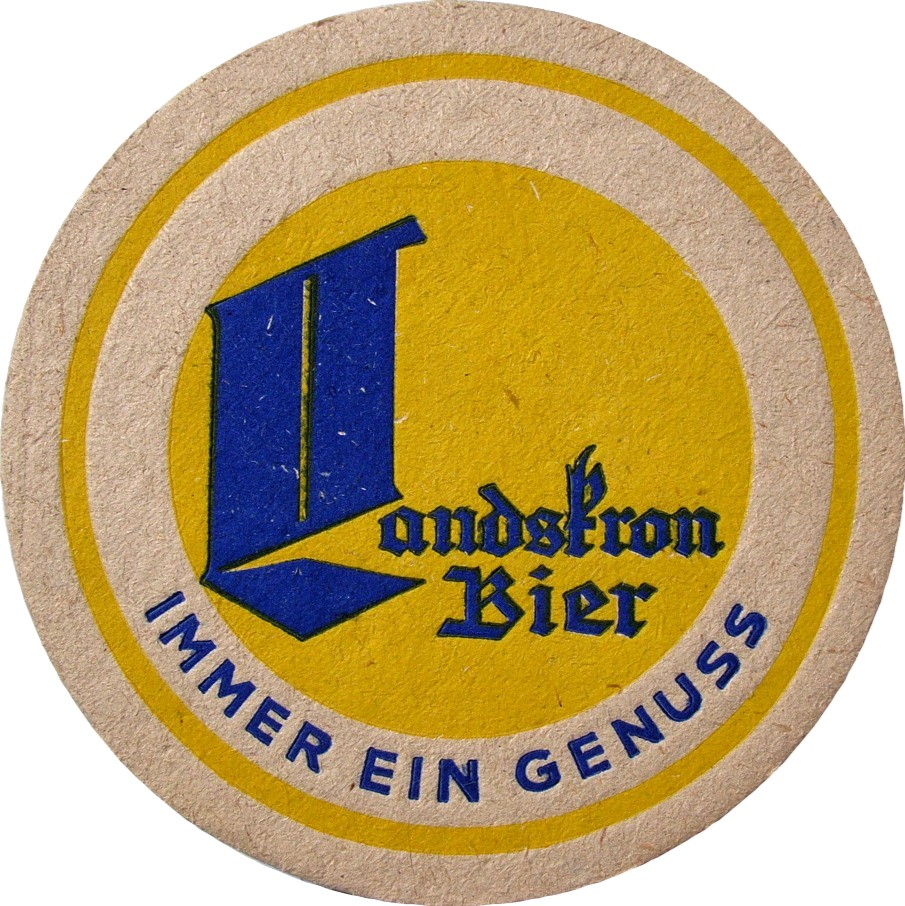
Historický pivní tácek

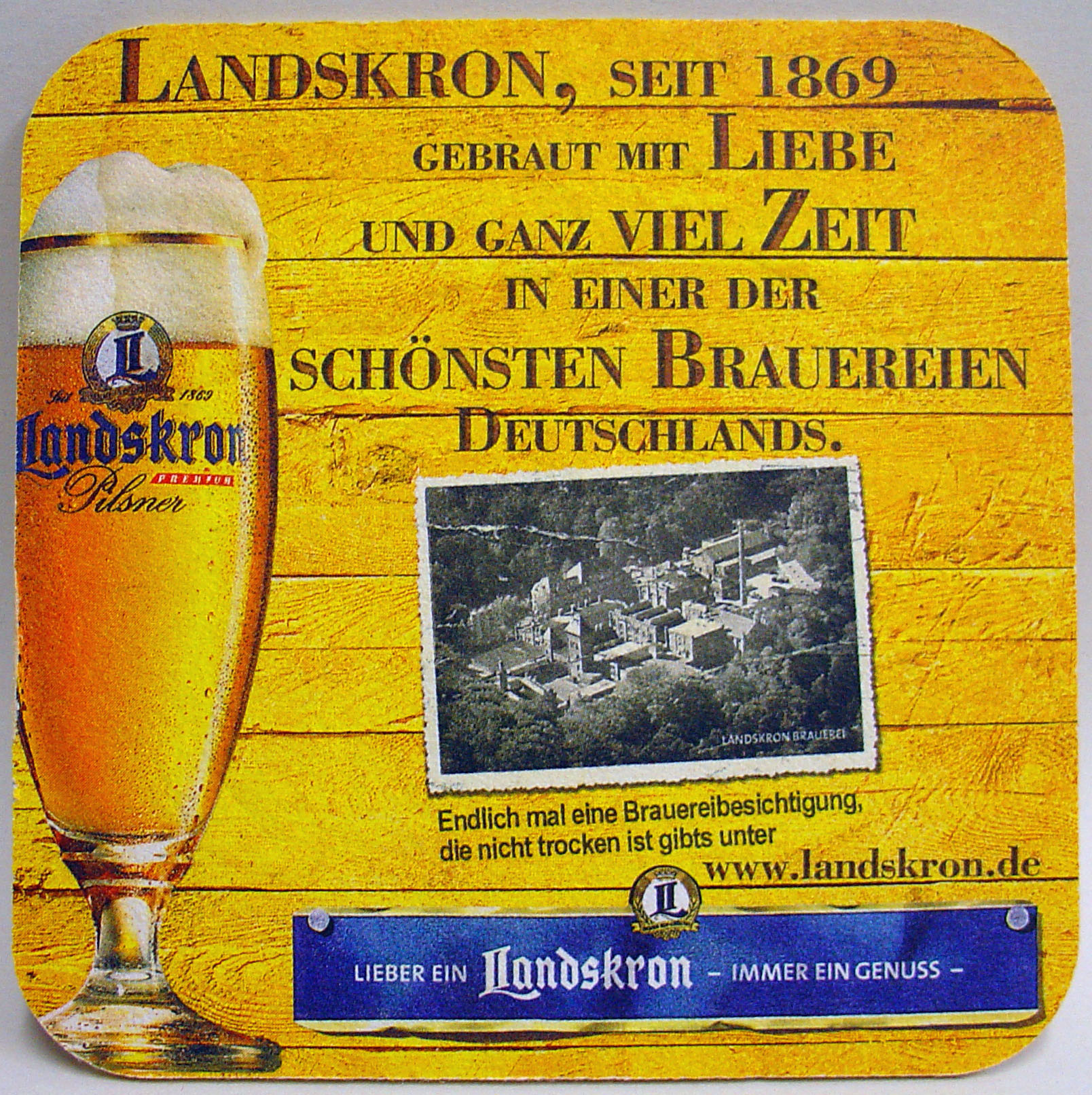
Pivní tácek Landskron Pilsner

### Landskron Premium Pilsner
Hlavním produktem je spodně kvašený ležák plzeňského typu. Je k dostání po celý rok. Tento Pilsner obsahuje 4,8 % alkoholu a obsah původní mladiny 11,6 %. Podle výrobce je jeho optimální teplota pro pití 8 °C. Čeští konzumenti obvykle hodnotí toto pivo jako mírně nadprůměrné.

### Pupen-Schultzes Schwarzes
Toto černé pivo původem z Chotěbuzi získalo v roce 2003 stříbrnou cenu Německé zemědělské společnosti (DLG). Název pochází z počátku 20. století, kdy sládek Gustav Schultze vařil své černé pivo v Chotěbuzi a dodával ho do Berlína, Saska a severní Evropy jako Schultzes Schwarzes. Označení „Pupen“ mu později přidali lidé proto, že pivo během přepravy často ztuhlo. Obsah alkoholu je 3,8 % a původní mladina 9,8 %. Pivo Pupen-Schultzes Schwarzes z landskronského pivovaru obsahuje chemická sladidla aspartam, acesulfam a sacharin. Výrobce je proto v Německu označuje jako „výčepní pivo se sladidly“.

### Landskron Weizen
Hned v prvním roce výroby, v roce 2006, získalo pšeničné pivo Landskron Weizen zlatou medaili Německé zemědělské společnosti. Je to jediné pšeničné pivo ze Saska a Braniborska, které prošlo tímto testem. Pivo má obsah alkoholu 5,5 % a obsah původní mladiny 12,8 %. Lze jej také zakoupit po celý rok.

### Další produkty
- Landskron Hell, 4,5 % obj. a 10,9 % původní mladiny
- Landskron Edel-Bitter, 4,8 % obj. a 11,9 % původní mladiny
- Landskron Maibock/Goldbock, 6,3 % obj. a 16,5 % původní mladiny
- Landskron Winterhopfen, 5,3 % obj. a 13,5 % původní mladiny
- Landskron Kellerbier, přirozeně zakalený, 5,2 % obj. a 12,0 % původní mladiny
- Landskron Active
- Landskron Lager
- Landskron Amber
- Lausitzer Kindl – Natur Hell
- Landskron Fassbrause

### Pivovarské slavnosti

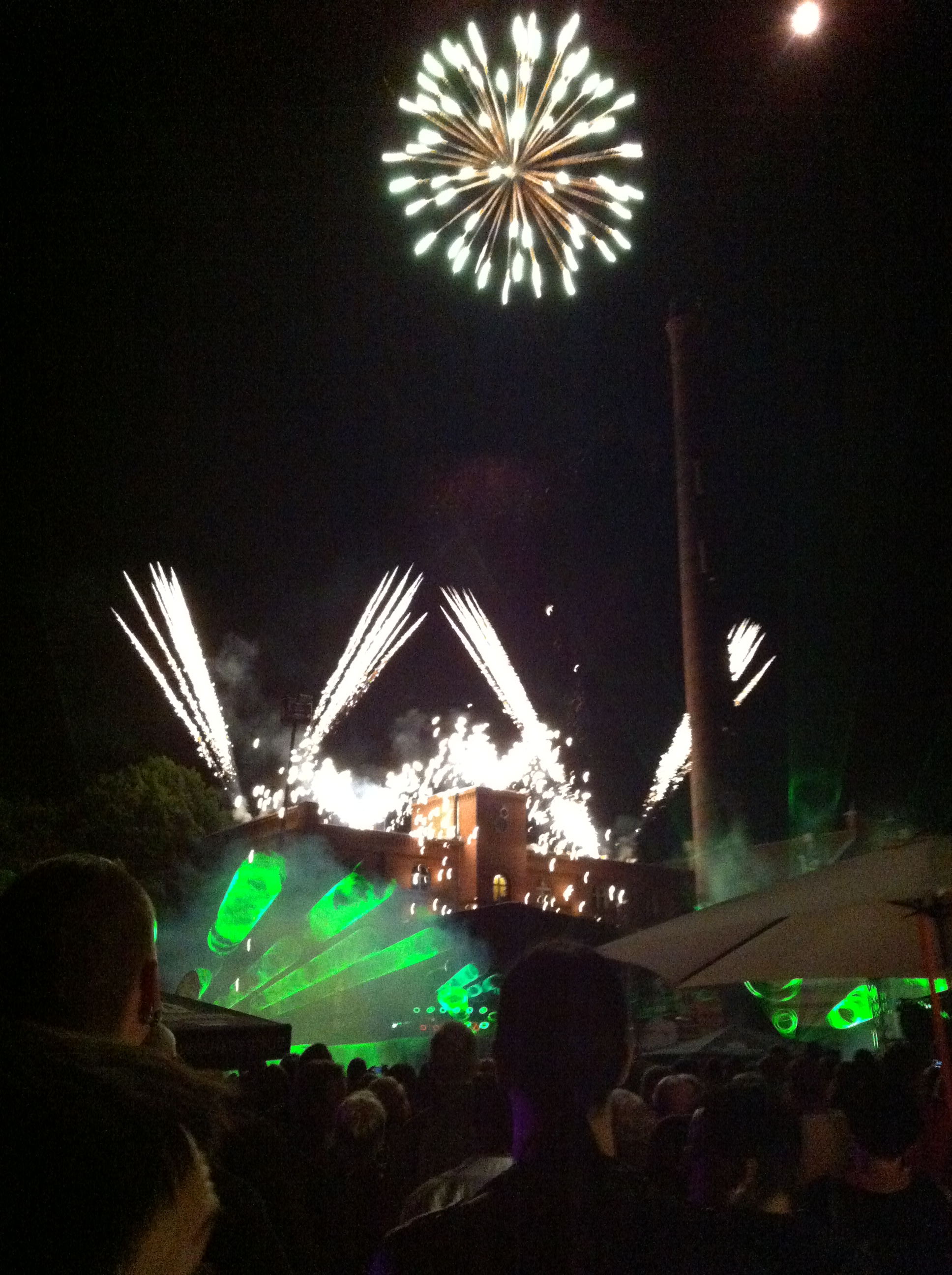
Ohňostroj při pivovarských slavnostech v roce 2012

Od roku 2003 se pivovarské slavnosti pod názvem Landskron Braufest der Sinne konají každoročně. Obvykle se začíná v pátek večer a končí v neděli večer. Kulturní doprovodný program tvoří různé hudební a taneční skupiny. V sobotu večer se na hlavním pódiu na velkém vnitřním nádvoří pivovaru koná ohňostroj a laserová show. Kromě prostor tzv. „Kulturního pivovaru“ bývá při slavnostech často otevřeno i kulturní středisko a pivní sklep pod ředitelskou vilou. V roce 2018 přilákaly 15. pivovarské slavnosti přibližně 12 000 návštěvníků.

### Zajímavosti
- Landskron je oficiálním sponzorem fotbalového klubu FSV Budissa Bautzen.
- Ulička před pivovarem sloužila coby kulisa pro film Cesta kolem světa za 80 dní, který ji zobrazuje jako newyorský přístav.
- Pivovar je členem sdružení Brauring GmbH & Co. KG, což je družstvo soukromých pivovarů z Německa, Rakouska a Švýcarska.[4]